# Ikarus 415

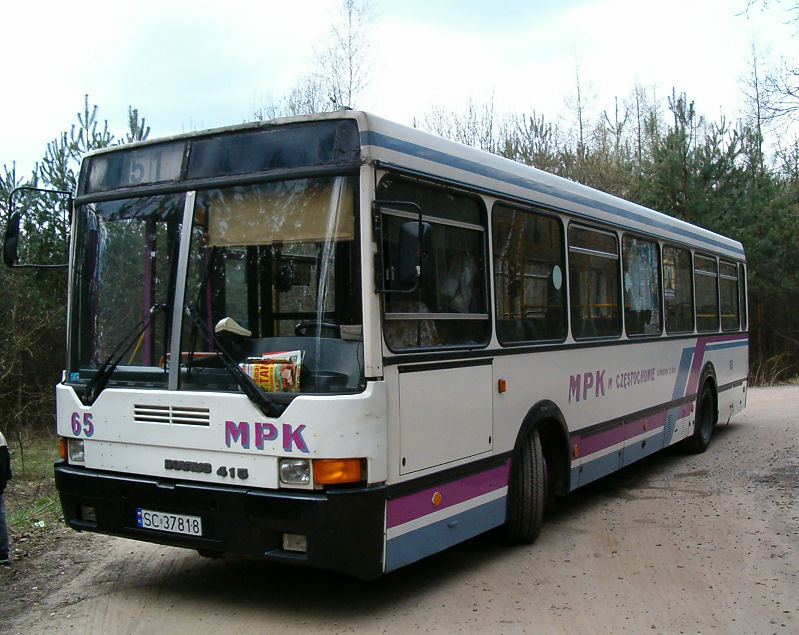
Ikarus 415 v Polsku

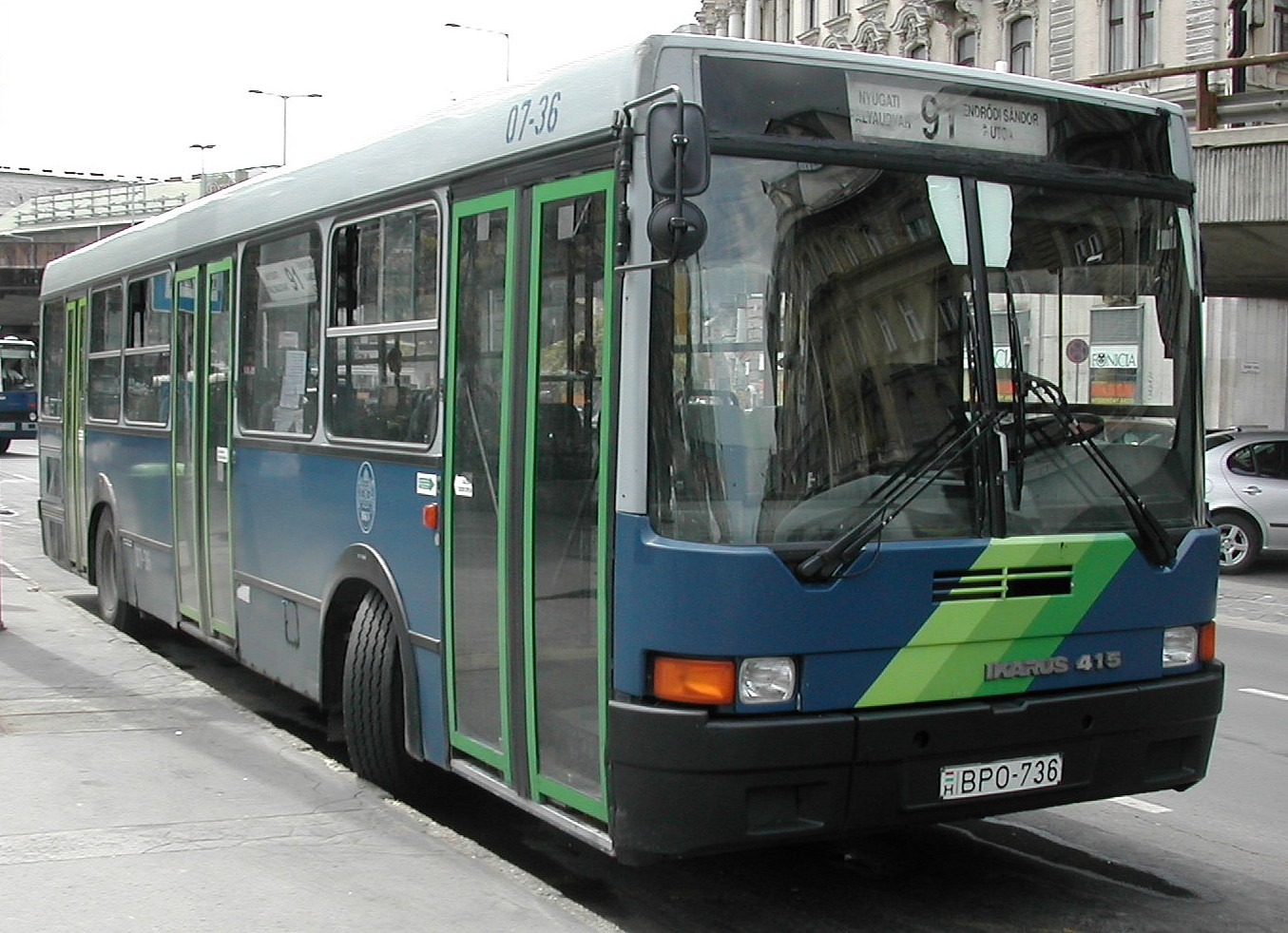
Ikarus 415 v Budapešti

Ikarus 415 je model maďarského městského standardního vysokopodlažního autobusu, který byl vyráběn společností Ikarus v letech 1985 až 2002.

## Konstrukce
Ikarus 415 je standardní vysokopodlažní autobus, vycházející z řady 400. Model 415 je dvounápravový autobus se samonosnou karoserií, koncepčně vychází ze svého předchůdce Ikarus 260. Zadní náprava je hnací, motor a převodovka se nachází pod podlahou v přední části vozu. Kabina řidiče je uzavřená.

## Výroba a provoz
První prototyp Ikarusu 415 byl vyroben v roce 1985 a následně byla zahájena sériová výroba, přičemž v letech 1993 a 1998 byla celá vývojová řada 400 modernizována. V roce 1998 ovládl firmu Ikarus holding Irisbus, který se v roce 2003 rozhodl nabízet pouze holdingové autobusy Irisbus Citybus, což mělo za následek neúspěch ve výběrovém řízení na 100 nových autobusů do budapešťského dopravního podniku Budapesti Közlekedési. Kvůli tomu byl uzavřen celý výrobní závod a firma se dále soustředila jen na výrobu náhradních dílů. V roce 2006 byl ale výrobní závod odkoupen maďarským podnikatelem, který má v budoucnu v plánu obnovit výrobu Ikarusů řad 200 a 400, čímž se teoreticky mohou opět vyrobit i nové autobusy Ikarus 415.
Ikarusy 415 jsou relativně rozšířené autobusy, přestože se v České republice neujaly a nejsou nikde provozovány. Na Slovensku je najdeme v Bratislavě a v Košicích, dále byly exportovány do Polska, zemí východní Evropy a najdeme je samozřejmě v domovském Maďarsku.